# Sally-Perel-Gesamtschule
Die Sally-Perel-Gesamtschule ist eine integrierte Gesamtschule im Stadtteil Volkmarode von Braunschweig. Benannt wurde die Schule nach dem Autor Sally Perel (1925–2023), Überlebender des Holocaust und ab 2020 Ehrenbürger der Stadt Braunschweig. Die Gesamtschule besuchen pro Schuljahr circa 1300 Schüler, die von ungefähr 75 Lehrkräften unterrichtet und von fünf Schulsozialarbeitern unterstützt werden. Sie wird als eine nach dem Jahrgangsprinzip arbeitende und gebundene Ganztagsschule geführt. Es handelt sich um eine fünfzügige Integrierte Gesamtschule mit den Klassenstufen 5 bis 10 und einer gymnasialer Oberstufe.

## Geschichte
Der Förderverein wurde 2009 gegründet. Von 2010 bis 2014 wurden umfangreiche Sanierungen vorgenommen. Die Schule hieß bis zum 13. September 2018 Integrierte Gesamtschule Volkmarode oder kurz IGS Volkmarode.

## Lehrangebot
Jede Klasse wird von zwei Tutoren betreut; sie bleiben während der gesamten Sekundarstufe I die Klassenlehrer. Die Schüler haben an drei Nachmittagen Pflichtunterricht. Die Tages- und Wochenstruktur der Sekundarstufe I ist durch einen offenen Anfang (Anwesenheitspflicht für alle Schüler und Lehrer in der ersten Stunde) gekennzeichnet. Die Sally-Perel-Gesamtschule bietet als Fremdsprachen Englisch, Französisch und Spanisch an.
Ab der Oberstufe gibt es zusätzlich Latein als Fremdsprache zur Auswahl. Zusätzlich gibt es vielfältige Arbeitsgemeinschaften am Donnerstagnachmittag. Nebenbei finden Jahrgangsversammlungen, Projekttage und thematische Tage statt. In der gymnasialen Oberstufe werden die Schüler in drei Jahrgangsstufen mit vier Profilen eingeteilt. Zur Auswahl stehen die Profile G (Schwerpunktfächer: Geschichte und Politik-Wirtschaft), K (Schwerpunktfächer: Kunst und Deutsch), S (Schwerpunktfächer: Deutsch und Englisch) und N (Schwerpunktfächer: Chemie und Biologie).
Ab der 7. Klasse wird stufenweise eine Leistungsdifferenzierung auf zwei Anspruchsebenen eingeführt (Grundkurs und Erweiterungskurs); im 7. und 8. Schuljahr für Mathematik und Englisch, ab dem 8. für Deutsch und ab dem 9. für Naturwissenschaft.
Ab der 7. Klasse wird ein Schulsanitätsdienst als Arbeitsgemeinschaft angeboten. Dort werden Erste-Hilfe-Inhalte an Schulen erlernt.

## Auszeichnungen und Engagement
- MINT-Schule
- Schule und Kultur (Zusammen entwickeln, gestalten, lernen!)[10][11][12]
- eTwinning SCHOOL 2020–2021 & 2021–2022[13][14]
- Erasmus+ Schulbildung
- Lions-Quest
- ECDL Deutschland (Akkreditiertes Prüfungszentrum)
- Umweltschule in Europa (internationale Nachhaltigkeitsschule)

## Mit der Schule verbundene Persönlichkeiten
- Sally Perel (1925–2023), Autor, Holocaust-Überlebender, Ehrenbürger der Stadt Braunschweig
- Burim Mehmeti, Ratsherr der Stadt Braunschweig, Lehrkraft[15]